# Acid clodronic
Acid clodronic (INN) hay dinatri clodronate (USAN) là một loại thuốc thuộc nhóm bisphosphonate thế hệ đầu tiên (không có nitơ). Đây là một loại thuốc chống loãng xương được phê chuẩn để phòng ngừa và điều trị loãng xương ở phụ nữ hậu mãn kinh và nam giới nhằm giảm gãy xương đốt sống, cường cận giáp, tăng calci huyết trong bệnh ác tính, đa u tủy xương, ức chế sự tiêu hủy xương và đau do gãy xương nhờ công dụng chống viêm và giảm đau mạnh mẽ trong việc giảm bớt các phân tử dấu ấn như IL-1β, IL-6, and TNF-α.

## Sử dụng y tế trên người
Một nghiên cứu của Ý đã so sánh tác dụng giảm đau của axit clodronic so với acetaminophen trong tình trạng đau do thấp khớp. Kết quả nghiên cứu cho thấy acid clodronic giảm đau nhiều hơn acetaminophen liều 3 gam / ngày. Acid clodronic cũng được sử dụng trong thực nghiệm y tế có chọn lọc trong việc làm suy yếu đại thực bào.

## Sử dụng y tế trên ngựa
Acid clodronic được chấp thuận cho sử dụng ở ngựa dưới tên thương mại Osphos, để điều trị các quá trình phân hủy xương của hội chứng xương ghe. Tiêm bắp tại 2-3 vị trí trên ngựa, tiêm cùng một lúc. Hiệu quả lâm sàng (ví dụ cải thiện tình trạng què quặt) sau một lần điều trị có thể được nhìn thấy tới 6 tháng hậu điều trị.

### Phản ứng bất lợi và chống chỉ định
Acid clodronic đã được chứng minh là có một số tác dụng phụ, bao gồm:
- Dấu hiệu day dứt, kích động hoặc đau bụng ở ngựa, thường trong vòng 2 giờ điều trị.
- Rung đầu
- Liếm môi